# Ładunek bojowy
Ładunek bojowy – określona ilość materiału wybuchowego, substancji chemicznej, zapalającej, materiału jądrowego bądź termojądrowego znajdująca się w pocisku (bombie, torpedzie, granacie itp).
Ładunek służy do wywołania efektu rażącego w postaci obezwładnienia siły żywej, burzenia umocnień, niszczenia sprzętu, zapalania, skażania, zakażania itp. 
Ładunki bojowe możemy podzielić ze względu na moc i zasięg oddziaływania na:
- konwencjonalne
- niekonwencjonalne (amunicja masowego rażenia)

Materiały wybuchowe kruszące stanowią podstawową grupę konwencjonalnych ładunków bojowych. Stosuje się również ładunki zapalające, dymne, oświetlające, sygnalizacyjne, propagandowe itp.